# Phan Thị Mơ
Phan Thị Mơ (sinh ngày 7 tháng 10 năm 1990) là một nữ người mẫu kiêm diễn viên người Việt Nam. Từng là một trong năm thí sinh xuất sắc nhất tại Hoa hậu Việt Nam 2012, cô là người đăng quang cuộc thi Hoa hậu Đại sứ Du lịch Thế giới 2018.

## Tiểu sử
Phan Thị Mơ sinh ngày 7 tháng 10 năm 1990 tại huyện Cai Lậy, tỉnh Tiền Giang trong gia đình có hai chị em gái và không ai theo nghệ thuật. Cô từng theo học và tốt nghiệp khoa Du lịch của Trường Cao đẳng Văn hóa Nghệ thuật và Du lịch Sài Gòn. Trong thời gian còn ngồi trên ghế nhà trường, Phan Thị Mơ sớm đã bộc lộ rõ nhan sắc xinh đẹp và tài năng nên cô quyết định tham gia các cuộc thi sắc đẹp. Cô đến với cuộc thi đầu tiên là Duyên dáng Miệt vườn 2010 trong khuôn khổ Lễ hội cà phê và đoạt giải "Hoa khôi Miệt vườn". Sau đó, cô tiếp tục ghi danh tại Hoa hậu Thế giới người Việt 2010 và xuất sắc dừng chân ở Top 5. Năm 2011, Phan Thị Mơ dự thi Hoa hậu Trái Đất tại Philippines nhưng không đạt thành tích. Năm 2012, cô tiếp tục lọt vào Top 5 Hoa hậu Việt Nam. Năm 2018, cô đăng quang Hoa hậu Đại sứ Du lịch Thế giới ở Thái Lan.

## Sự nghiệp

### Hoa hậu Thế giới người Việt 2010
Năm 2010, cô đăng ký cuộc thi Hoa hậu Thế giới người Việt và lọt vào Top 5. Thí sinh đăng quang là Lưu Thị Diễm Hương đến từ Thành phố Hồ Chí Minh.

### Hoa hậu Châu Á tại Mỹ 2011
Năm 2011, cô lọt vào Top 10 cuộc thi Hoa hậu Châu Á tại Mỹ diễn ra tại thành phố Redondo Beach, bang California, Hoa Kỳ.
Trong đêm chung kết, các thí sinh lần lượt trình diễn các bộ trang phục truyền thống, áo tắm và trang phục dạ hội. Phan Thị Mơ lọt vào Top 10 người đẹp thi ứng xử. Cô là thí sinh duy nhất trong đêm chung kết có thông dịch viên hỗ trợ trả lời câu hỏi.

### Hoa hậu Trái Đất 2011
Ngày 23 tháng 11 năm 2011, Cục Nghệ thuật Biểu diễn chính thức cấp phép cho Phan Thị Mơ đại diện Việt Nam lên đường tham gia cuộc thi Hoa hậu Trái Đất tại Philippines thay thế đại diện ban đầu là Nguyễn Thái Hà. Cô không có mặt trong Top 16 người đẹp nhất.

### Hoa hậu Việt Nam 2012
Năm 2012, cô tham dự cuộc thi Hoa hậu Việt Nam và lọt vào Top 5, giành giải thí sinh có mái tóc đẹp nhất.

### Hoa hậu Đại sứ Du lịch thế giới 2018
Đêm chung kết Hoa hậu Đại sứ Du lịch thế giới 2018, diễn ra vào tối ngày 8 tháng 8 năm 2018 tại Thái Lan.
Vượt qua nhiều đối thủ nặng ký, đại diện Việt Nam - Phan Thị Mơ đã xuất sắc đăng quang ngôi vị cao nhất của cuộc thi, trở thành tân Hoa hậu Đại sứ Du lịch thế giới - World Miss Tourism Ambassador 2018. Đồng thời cô cũng đoạt giải phụ "Trang phục quảng bá du lịch đẹp nhất".

## Danh sách phim

### Truyền hình
| Năm  | Tựa phim                                                  | Vai diễn   | Đạo diễn                              | Kênh       | Nguồn |
| ---- | --------------------------------------------------------- | ---------- | ------------------------------------- | ---------- | ----- |
| 2012 | Chàng mập nghĩa tình                                      | Vợ Tư Ruồi | Đỗ Mai Nhất Tuấn                      | SCTV14     |       |
| 2013 | Dọc đường đen trắng                                       | Đồng Lan   | Nguyên Trần                           | VTV9       |       |
| 2015 | Hương quê                                                 | Chi        | Nguyễn Duy Linh                       | THVL1      |       |
| 2015 | Lấy chồng hàn                                             | Bông Huệ   | Nguyễn Ngọc Dương                     | SCTV14     |       |
| 2015 | Người thương kẻ nhớ                                       | Thùy Linh  | Quyền Lộc                             | Let's Viet |       |
| 2015 | Ngoại tình với vợ (làm lại phim Sự quyến rũ của người vợ) | Thủy Tiên  | Trần Cảnh Đôn                         | SCTV14     |       |
| 2015 | Bữa tối của diều hâu                                      | Hoa Tiên   | Lê Minh                               | Let's Viet |       |
| 2017 | Hồ sơ lửa                                                 | Đan Thi    | Nguyễn Duy Võ Ngọc - Đỗ Mai Nhất Tuấn | SCTV14     |       |
| 2017 | Thảm đỏ                                                   | Diễm Quỳnh | Võ Thanh Hòa - Kim Hyo Yung           | VTV6       |       |
| 2017 | Hoàng tử ơi anh ở đâu                                     |            | Huỳnh Vinh                            | HTV7       |       |
| 2018 | Hoa hồng thép                                             | Ngân       | Nguyễn Thành Vinh                     | TodayTV    |       |

### Điện ảnh
| Năm  | Tựa phim           | Vai diễn | Đạo diễn           | Nguồn |
| ---- | ------------------ | -------- | ------------------ | ----- |
| 2012 | Ngôi nhà trong hẻm | Dung     | Lê Văn Kiệt        |       |
| 2014 | Hai lúa            | Son      | Lê Quang Hưng      |       |
| 2015 | Hợp đồng bắt ma    | Duyên    | Lê Quang Thanh Tâm |       |
| 2021 | Kiều @             | Hương    | Đỗ Thành An        |       |

## Giải thưởng và đề cử
| Năm  | Lễ trao giải  | Hạng mục                                     | Đề cử                                | Kết quả   | Chú thích |
| ---- | ------------- | -------------------------------------------- | ------------------------------------ | --------- | --------- |
| 2017 | Ngôi Sao Xanh | Nữ diễn viên truyền hình được yêu thích nhất | Đan Thy trong Hồ sơ lửa: Mật danh Đ9 | Đoạt giải | [ 15 ]    |
| 2018 | Ngôi Sao Xanh | Nữ diễn viên truyền hình được yêu thích nhất | Ngân trong Hoa hồng thép             | Đoạt giải | [ 16 ]    |
| 2018 | Giải Mai Vàng | Nữ diễn viên điện ảnh, truyền hình           | Ngân trong Hoa hồng thép             | Đề cử     | [ 17 ]    |